# Alaziz
Abu Almançor Nizar Alaziz Bilá (em árabe: أبومنصور نزار العزيز بالله, lit. 'Abu Mansur Nizar al-Aziz Billah'; 10 de maio de 955 - 13 de outubro de 996), dito Alaziz, foi o quinto califa fatímida (xiitas) e reinou entre 975 e 996.

## Vida
Como Abedalá, o herdeiro ao trono, morrera antes de Almuiz, seu irmão, Alaziz, acedeu ao trono califal com a ajuda do general Jauar, o Siciliano. Sob Alaziz, o Califado Fatímida se estendeu até a Palestina e a Síria (entre 977 e 978). Meca e Medina também reconheceram a soberania dos fatímidas.
O reinado de Alaziz foi importante principalmente por reforçar o poder fatímida no Egito e na Síria, conquistados havia pouco tempo (969). Em 975. Alaziz tomou o controle de Cesareia de Filipe numa tentativa de subjugar as tensões anti-fatímidas do sunita Maomé ibne Amade de Nablus e seus seguidores. Os beduínos da tribo dos Banu Tai foram derrotados na Palestina em 982 e finalmente subjugados em Damasco no ano seguinte. No final do reinado, Alaziz tentou expandir seu reinado para o norte da Síria, focando a sua atenção nos hamadânidas de Alepo, que eram vassalos do Império Bizantino, o que resultou numa grande guerra que só seria resolvida no reinado de Aláqueme (r. 996–1021).
Outro notável acontecimento durante o reinado de Alaziz foi a introdução dos escravos estrangeiros no exército. Quando tropas berberes do Magrebe começaram a ter sucesso nas guerras contra os carmatas na Síria, Alaziz começou a criar unidades compostas exclusivamente de soldados escravos turcos, os mamelucos.
Com a expansão da burocracia (na qual judeus e cristãos coptas adquiriram importantes postos), a fundação estava pronta para o imenso poder que teriam os próximos califas. A designação de um governador judeu para a Síria/Palestina, porém, causou descontentamento entre os súditos muçulmanos, que alegaram estar sendo empurrados para fora de cargos importantes. Como resultado, Alaziz ordenou que oficiais cristãos e judeus empregassem mais muçulmanos em suas estruturas.
A economia do Egito também foi reformulada, o que causou um aumento na receita fiscal, principalmente com a expansão de ruas e canais e o estabelecimento de uma moeda estável. O bem-estar econômico também aparece na forma de um elaborado programa de obras. Em 988, o vizir Iacube ibne Quilis (r. 979–991) fundou a Universidade de al-Azhar (988), no Cairo, que cresceu e se tornou um dos mais importantes centros educacionais muçulmanos. Uma biblioteca com 200 000 volumes também foi construída na nova capital.
De acordo com Samy S. Swayd, religiosos cumpriram a dawa (equivalente aos missionários cristãos) na China durante o reinado de Alaziz.
Alaziz morreu em 13 de outubro de 996 e foi sucedido por seu filho Aláqueme.